# Heteronetta atricapilla
El pato rinconero o pato cabeza negra (Heteronetta atricapilla)  es una especie de ave anseriforme de la familia Anatidae natural de América del Sur. Su distribución comprende desde el sur de Brasil, este de Bolivia, Paraguay, Chile, Argentina y Uruguay. 
Es un pato de que mide aproximadamente 35 a 39 cm, con un peso de 400 a 700 gramos. Posee dimorfismo sexual, siendo el macho de coloración café castaña con la cabeza negra,y en temporada reproductiva, remarcando la base del pico de coloración roja. La hembra, es de coloración café castaño más apagado y con la línea superciliar contrastada.

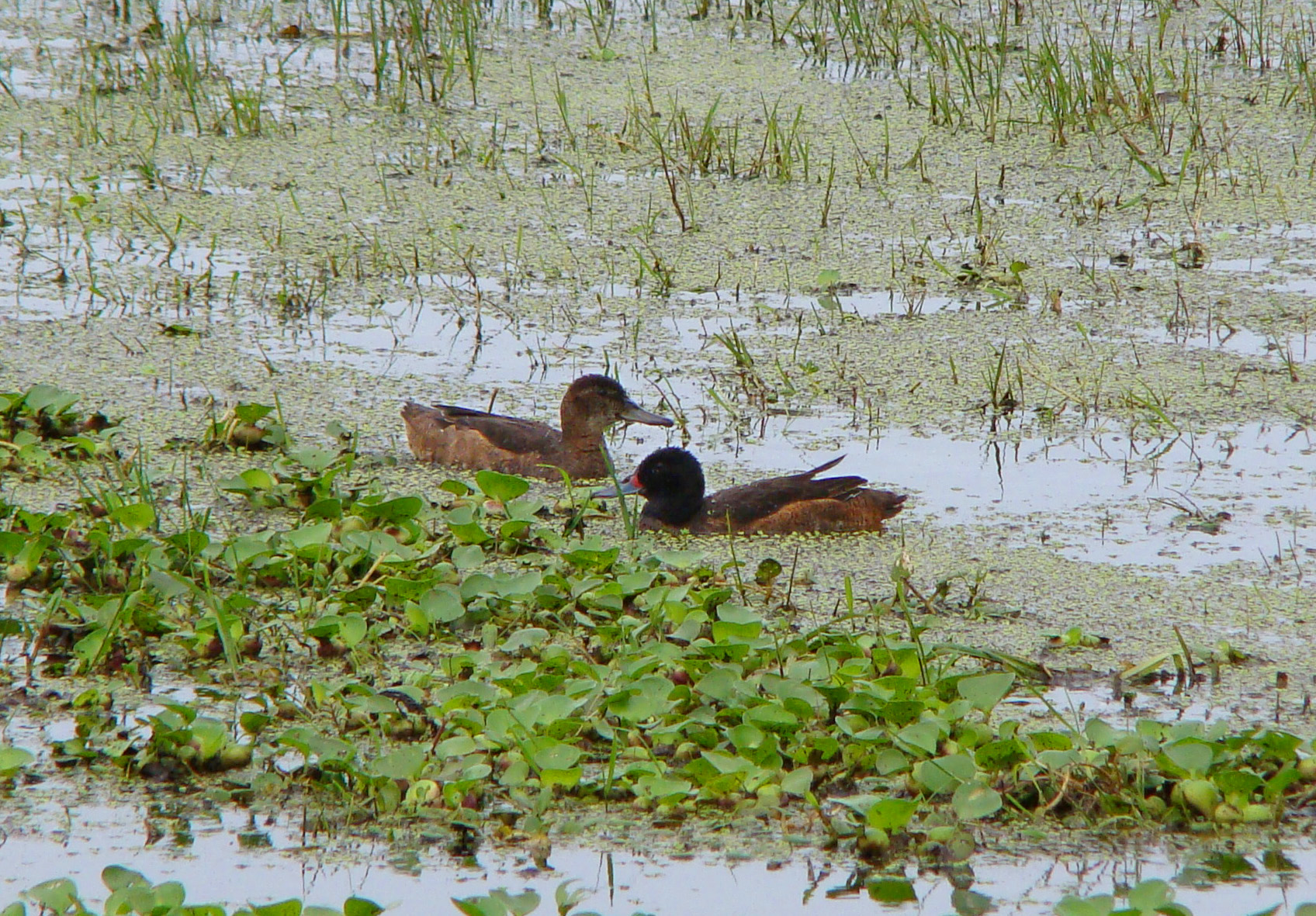
Pareja de pato rinconero

Habita en los lagos y lagunas de agua dulce, con presencia de vegetación del género Scirpus (Totoras). Se alimenta de semillas y moluscos.
Este es el único pato parásito del mundo, ya que las hembras depositan sus huevos en los nidos de otras especies de aves, con la finalidad que incuben sus pichones; nacidos estos, automáticamente se independizan de los padres adoptivos y se reúnen en grupos de patitos. Sus huevos tardan 21 días en nacer. Parasita principalmente al Pato Negro (Netta peposaca),  aves del género Fulica, como la tagua común (Fulica armillata), la tagua de frente roja (Fulica rufifrons) y nidos de gaviota cahuil (Chroicocephalus maculipenis)